# 信宜市
信宜市，别称“玉都”。为中华人民共和国广东省辖县级市，现由茂名市代管。位于广东省西南部，东接阳春市，南接高州市，西与广西北流市、容县毗邻，北与罗定市、广西岑溪市接壤，因盛产玉石。市人民政府駐东镇街道人民路39号。
信宜市是广东省著名侨乡、先后获得 全国生态保护与建设示范区 、 全国重点生态功能区 、 中国南玉之都 、 中国长寿之乡 、 全国义务教育发展基本均衡县、广东省教育强市 等称号。

## 历史

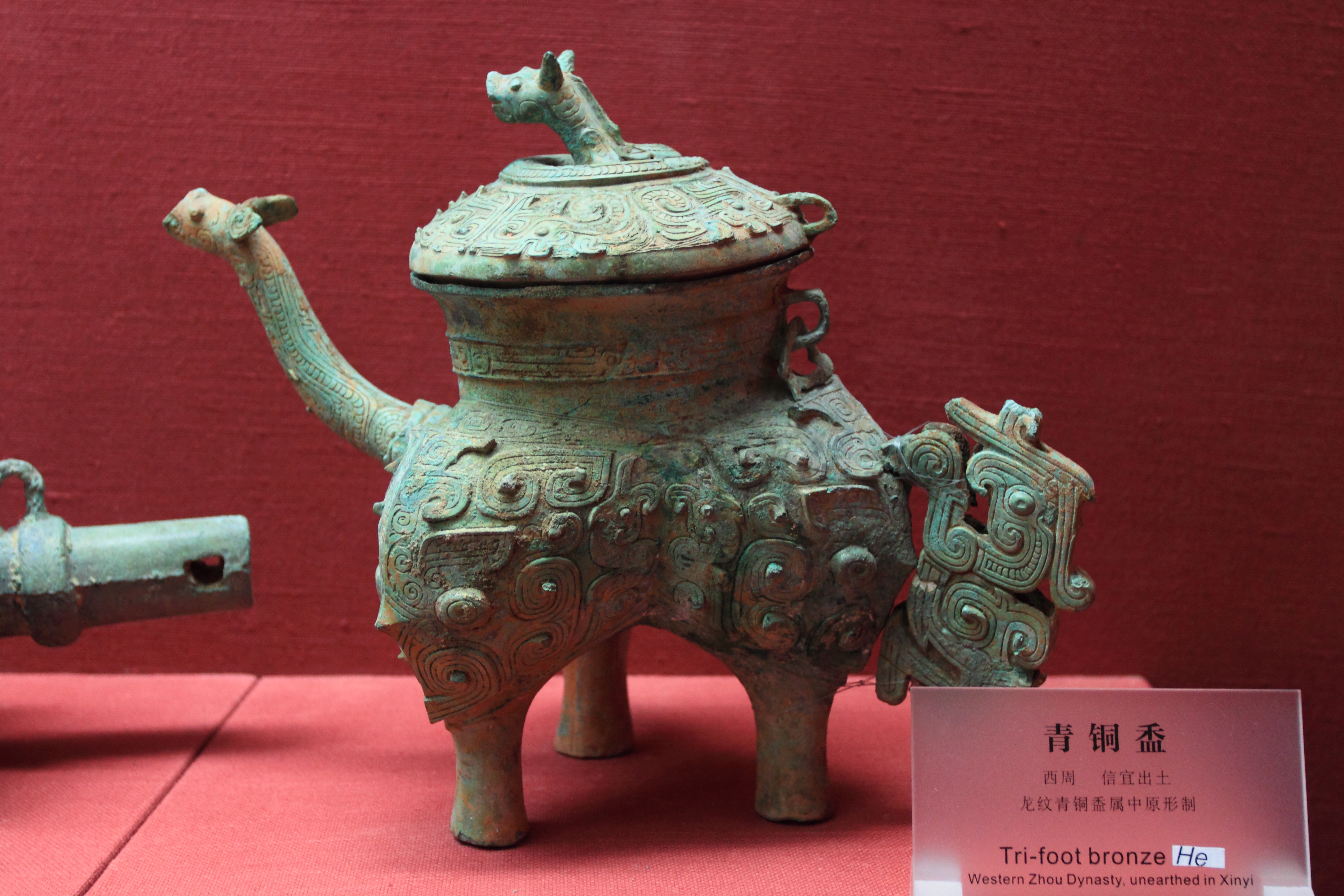
信宜出土的西周青銅盉

古代属百越地。秦代属桂林郡，汉代属苍梧郡，晋代属晋康郡。南朝梁廢梁德郡，保留梁德县。隋代更名为怀德县，屬瀧州。唐初析置出信义、潭峨、特亮县、扶莱五县。唐乾封二年（667年），扶莱县划归禺州。宋太祖年间，怀德、潭峨、特亮三县并入信义县，以该地南有信山，北有招义山而得名。宋太宗即位后，为避“义”之讳，于太平兴国五年（公元976年）将信义更名为信宜。1995年9月撤县设县级市。

## 人口
2021年末，信宜市户籍总人口151.75万人。
華僑華人，港澳臺鄉親概況：
根據二零零三年刊行的< 信宜市志（ 1979--2000 ）的資料，祖籍信宜市的華僑華人有五十萬之衆，另外祖籍信宜市的港澳臺人士約有十萬人.

## 地理
信宜市为广东省山地市之一，有“八山一水一分田”一说，地貌以山地地貌为主，山地面积合计1944.82平方公里，占全市总面积的63.1%。地势呈东高西低走向，海拔最低50米，最高为粤西第一高峰大田顶的1704米。以贵子镇-大成镇连线，把市境分成东西两部分，东部以海拔800米以上的中等山峰为主。西部以海拔800米以下的低山丘陵为主。平原主要分布于鉴江流域的镇隆、水口、东镇、池洞、北界等镇。境内水资源丰富，是鉴江、黄华江、罗定江、北流江的发源地。
信宜市地处低纬度的山区市，属亚热带季风气候区，冬半年偏北气流为主，夏半年偏东南气流为主。气候随海拔高度不同而有差异。西南部海拔100米以下地区属北热带气候，中部、北部、西北部和东部海拔200-500 米地区属南亚热带气候，中部、北部、西北部和东部海拔500-700米及其以上的中低山地区属中亚热带气候。根据信宜年鉴统计，信宜市全年平均气温 22.6℃左右，月平均气温最高28℃左右（7月），月平均最低气温15℃左右（1月），降雨主要靠冷风低槽和台风雨，年降水量在1800毫米以上，汛期明显，8-10月是热带气旋主要影响期。水库主要有尚文水库、高城水库、扶曹水库等。

## 经济
信宜市的农业在整个产业结构中占比较大，工业基础相对薄弱，近年第三产业的经济贡献也逐渐增加。生态环保、绿色矿业、装备制造、食品药品、旅游康养为信宜官方提出的五大主导产业。

### 第一产业
信宜是山区农业市，种植业主要有以稻谷、早粮为主的粮食作物种植业和以水果、大豆、果蔗、花生、木薯蔬菜等经济作物种植业两种；畜牧业以养猪业和养鸡业为主；渔业中生产养殖业发展态势良好；其中最为著名的农产品有怀乡鸡、三华李、凼仔鱼、山楂以及肉桂、益智、八角、沉香等南药。

### 第二产业
目前已经形成了以矿产业、电子电器和现代装备制造业、玉器加工业、竹器编制业、毛纺皮具制衣业、石化产品后加工和林产化工业、小水电和风电、制药业、农副产品加工业等为主的产业格局。其中，玉器产业、竹器编织业是信宜的传统产业。
信宜自1970年代开始从事温控产品生产，是中国最大的温控产品生产基地，产销量占全国市场的90％以上份额。

### 第三产业
目前信宜市形成了以传统服务业、旅游业、房地产业为主导的第三产业结构体系。信宜旅游资源丰富，是国家级生态保护与建设示范区，知名旅游景点有天马山、西江温泉、镇隆古城、莲花湖庄园等。

## 行政区划
信宜市下辖2个街道办事处、18个镇：

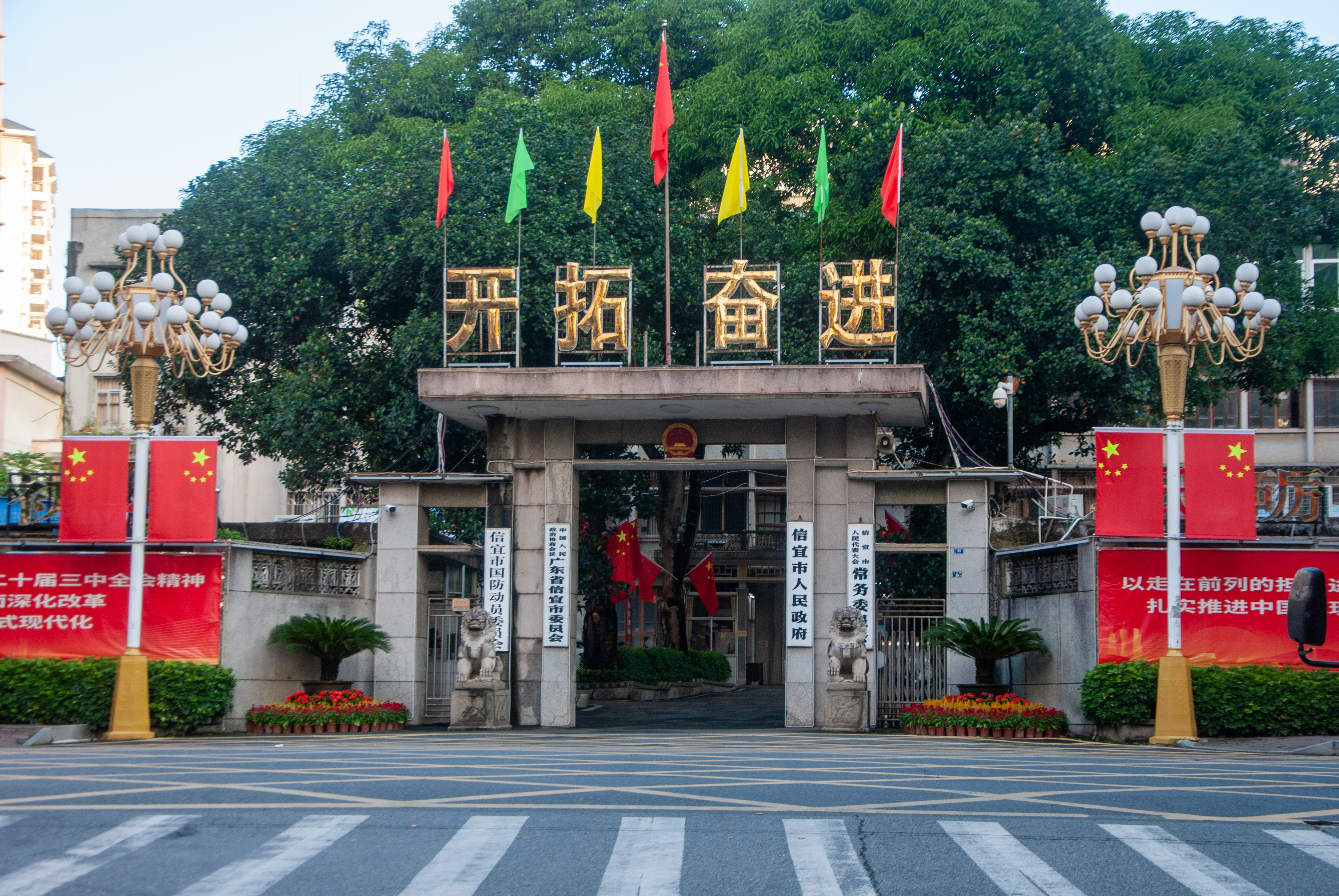
位于东镇街道的市政府门口

东镇街道、玉都街道、镇隆镇、水口镇、丁堡镇、池洞镇、贵子镇、怀乡镇、茶山镇、洪冠镇、白石镇、大成镇、钱排镇、合水镇、新宝镇、平塘镇、思贺镇、金垌镇、朱砂镇和北界镇。此外另设信宜市国营红旗农场。
其中信宜市政府驻于东镇街道。钱排镇为信宜市域副中心，镇隆镇、朱砂镇、合水镇、怀乡镇、北界镇为信宜市重点镇。

## 交通
- 包茂高速公路、 罗信高速、 207国道、 359国道过境。
- 益湛铁路：信宜站

## 方言
信宜方言指的是信宜地区使用的方言，包括信宜白话和信宜涯话。信宜白话，属于汉藏语系下的汉语族粤语支高阳片；信宜涯话，属于汉藏语系汉语族客语支，之前属于不分片客语，后来经比较可算粤台片𠊎話小片。

## 教育

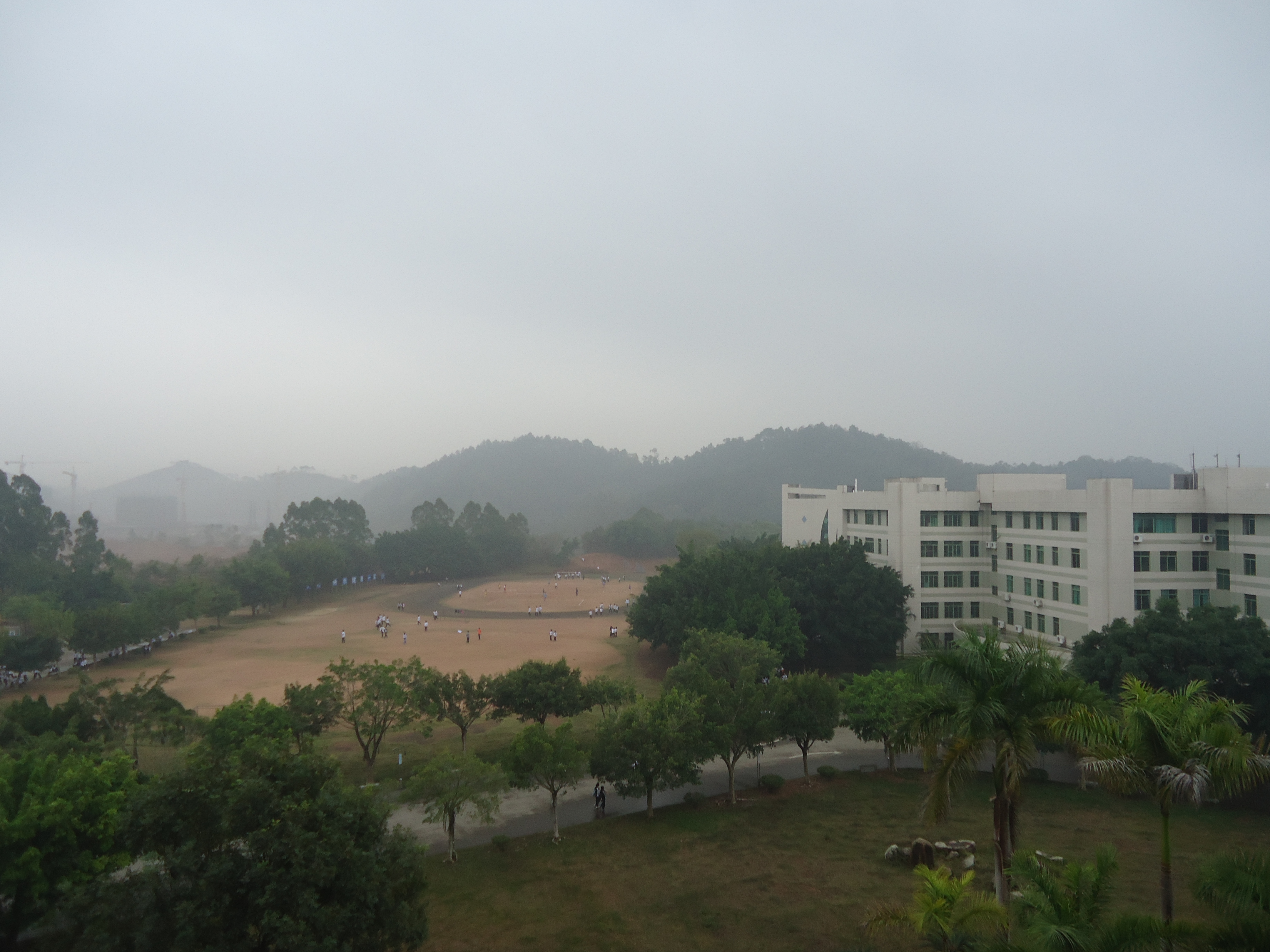
信宜市教育城初级中学

信宜市目前的教育以中小学教育为主，现有中学53所，小学357所。2002年5月，开始在市区东南郊兴建包括高中、初中、小学及幼儿园的信宜教育城。信宜教育城于2003年秋季大部分建成并开始招生。初中部从原来的信宜中学分出为信宜市教育城初级中学，信宜中学只保留高中部。新建成的信宜中学占地600亩、办学规模120个班。

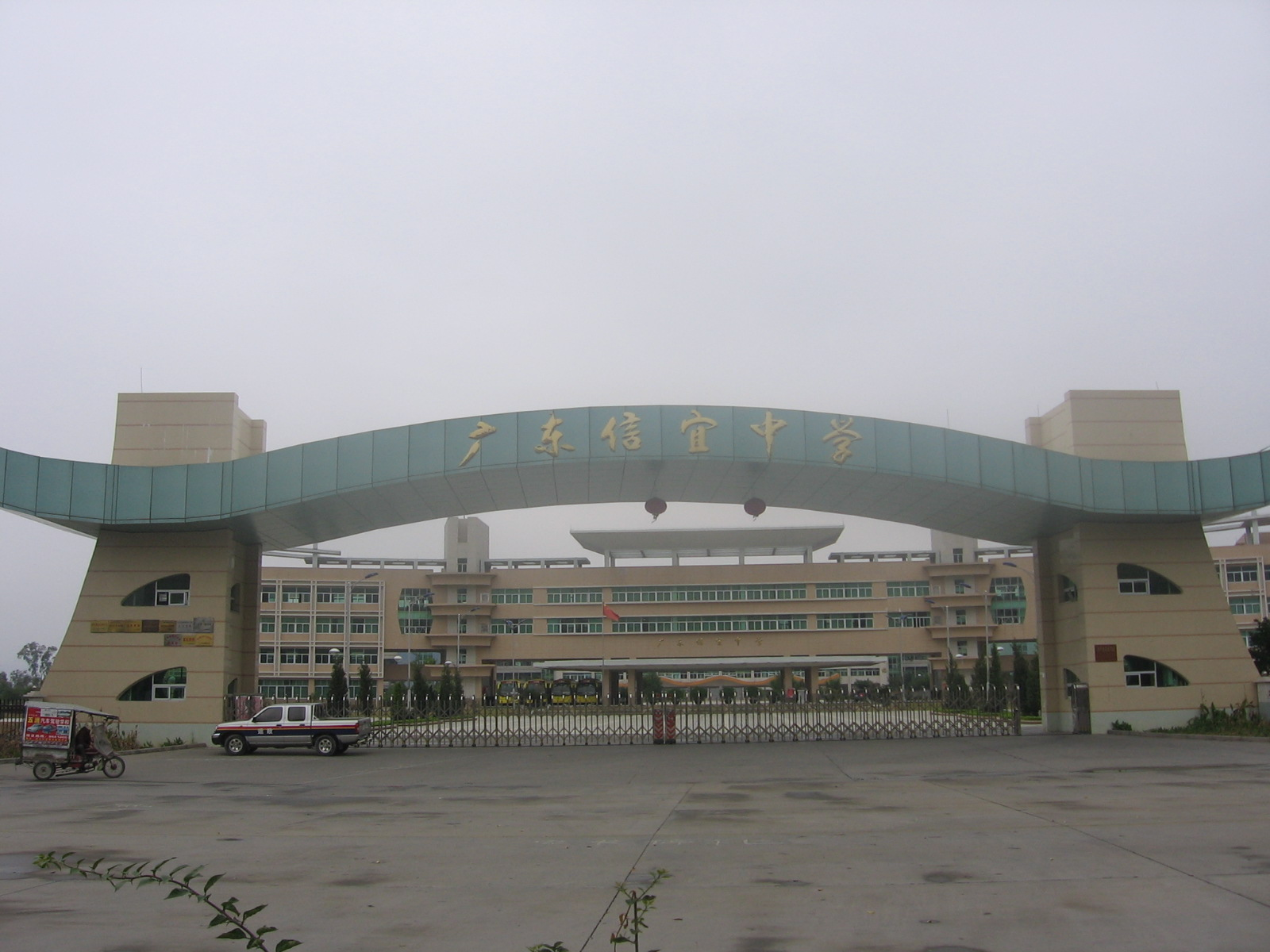
广东信宜中学

## 矿产
信宜位于粤西至桂东成矿带的西南段，矿产资源丰富，已发现矿产有玉石、滑石、高岭石、萤石、石英、金、银、铜、铁、锡、锌、钼等30多种。其中花岗岩总储量达数十亿立方米，居全省首位，大成镇的饰面用花岗岩为本市最主要的优势矿产之一。银岩锡矿是全国第三大锡矿，东坑金矿为广东省第二大金矿，玉矿是全国唯一的“南方碧玉”，以它雕制的工艺美术品誉满中外。2013年，信宜市被中国工艺美术协会授予“中国南玉之都”称号。